# Вердеа (Вранча)
Вердеа (рум. Verdea) насеље је у Румунији у округу Вранча у општини Ракоаса. Oпштина се налази на надморској висини од 362 m.

## Становништво
Према подацима из 2002. године у насељу је живело 784 становника, од којих су сви румунске националности.